# هيلين زيلي
هيلين زيلي (بالإنجليزية: Helen Zille) (و. 1951 – م)هي سياسية، وصحفية من جنوب أفريقيا . ولدت في جوهانسبرغ .

## التعليم
تعلمت في جامعة ويتواترسراند.

## روابط خارجية
- هيلين زيلي على موقع الموسوعة البريطانية (الإنجليزية)
- هيلين زيلي على موقع مونزينجر (الألمانية)